# Projects of Distinction
Projects of Distinction Limited war ein britischer Hersteller von Automobilen.

## Unternehmensgeschichte
Bob Lewis gründete 1987 das Unternehmen in Redditch in der Grafschaft Worcestershire. Er begann mit der Produktion von Automobilen und Kits. Die Markennamen lauteten Cornish Classic Cars, Fergus, GPB und Sherborn. 1999 endete die Produktion.

## Fahrzeuge

### Markenname Cornish Classic Cars
Cornish Classic Cars hatte zwischen 1985 und 1987 das Modell Osprey hergestellt. Projects of Distinction setzte die Produktion von 1987 bis 1988 fort. Das Fahrzeug ähnelte dem Mercedes-Benz SSK. Die Basis bildete der Ford Cortina. Insgesamt entstanden acht Fahrzeuge dieses Modells.

### Markenname Fergus
Fergus Engineering hatte zwischen 1986 und 1987 das Modell Mosquito hergestellt. Dies war eine Nachbildung des Aston Martin Ulster. Die Basis des Fahrzeugs bildete ein Leiterrahmen. Die offene Karosserie bestand aus Fiberglas und Aluminium. Der Vierzylindermotor vom Morris Marina trieb das Fahrzeug an. Nach einer Zwischenstation bei AIMS, die das Projekt 1991 übernahmen und 1992 wieder aufgaben, ohne ein Kit produziert zu haben, übernahm Projects of Distinction 1992 das Modell und bot es bis 1999 an.

### Markenname GPB
Zwischen 1989 und 1991 stellte das Unternehmen den GPB Type 59 her. Er ähnelte dem Bugatti Type 59. Die Basis bildete in der Fahrzeugmitte ein Monocoque aus Stahl in Verbindung mit vorderen und hinteren Hilfsrahmen aus Rohren. Der Sechszylindermotor kam von Jaguar Cars. Hiervon entstanden drei Exemplare. Teal Cars setzte die Produktion ab 1991 unter eigenem Markennamen fort.

### Markenname Sherborn
Dies war ein Lieferwagen im Stil der 1930er Jahre. Ein Fahrgestell aus Stahl bildete die Basis. Die Karosserie bestand aus Paneelen aus Aluminium. Viele Teile kamen vom Leyland Sherpa. Zwischen 1993 und 1995 entstanden etwa 17 Fahrzeuge.